# Spourgítis (Kilkís)
Spourgítis (grec moderne : Σπουργίτης) est une localité située dans le dème de Kilkís, dans le district régional de Kilkís, dans la periphérie de Macédoine-Centrale, en Grèce.
Selon le recensement de 2011, elle compte 50 habitants.